# Hypoplectrodes nigroruber
Hypoplectrodes nigroruber, thường được gọi là cá mú sọc, là một loài cá biển thuộc chi Hypoplectrodes trong họ Cá mú. Loài này được mô tả lần đầu tiên vào năm 1828.

## Phân bố và môi trường sống
H. nigroruber có phạm vi phân bố giới hạn ở Tây Thái Bình Dương. Đây là một loài đặc hữu của Nam Úc, được tìm thấy từ Sydney, bang New South Wales trải dài về phía tây đến Houtman Abrolhos, Tây Úc và phía nam đến bờ đông Tasmania. Chúng sống đơn độc xung quanh các rạn đá ngầm và rạn san hô gần bờ và khu vực cửa biển, tập trung đông đúc nhất ở những nơi có nhiều bọt biển, ở độ sâu khoảng 40 m trở lại.

## Mô tả
H. nigroruber trưởng thành có chiều dài lớn nhất tới khoảng 30 cm. Cơ thể của cá trưởng thành có màu đỏ hồng đến nâu đỏ, hoặc xám vàng ở thân trên, chuyển thành trắng ở thân dưới. Thân có 4 dải sọc dọc đỏ sẫm, gần như đen ở nửa phía sau; dải thứ 5 ngắn, từ nắp mang đến gốc vây lưng. Phần đầu và thân trên lốm đốm các chấm đen. Rìa phía sau của nắp mang có màu vàng. Các vây nhiều chấm đỏ. Cá con có màu trắng với các dải màu đen.
Số gai ở vây lưng: 10; Số tia vây mềm ở vây lưng: 16 - 18; Số gai ở vây hậu môn: 3; Số tia vây mềm ở vây hậu môn: 8; Số tia vây mềm ở vây ngực: 13 - 14; Số gai ở vây bụng: 1; Số tia vây mềm ở vây bụng: 5; Số tia vây mềm ở vây đuôi: 17; Số vảy đường bên: 55 - 58.
Thức ăn của H. nigroruber là các loài cá nhỏ hơn và động vật giáp xác.